# Brasiléia
Brasiléia é um município brasileiro localizado no sul do estado do Acre. Sua população, estimada pelo Instituto Brasileiro de Geografia e Estatística (IBGE) em 2020, é de 26 702 habitantes. Sua área é de 3916,507 km² (com uma densidade de 5,46 h/km²).
Localizado a 237 km ao sul de Rio Branco, na fronteira com a Bolívia, tem limites com os municípios de Epitaciolândia, Assis Brasil, Sena Madureira e Xapuri. Apesar de instituída como área de livre comércio, a mesma ainda não foi regulamentada. Atualmente, registra-se forte dependência comercial com o vizinho município boliviano de Cobija, contrariando o ocorrido em décadas passadas, quando o fato era o inverso.

## História

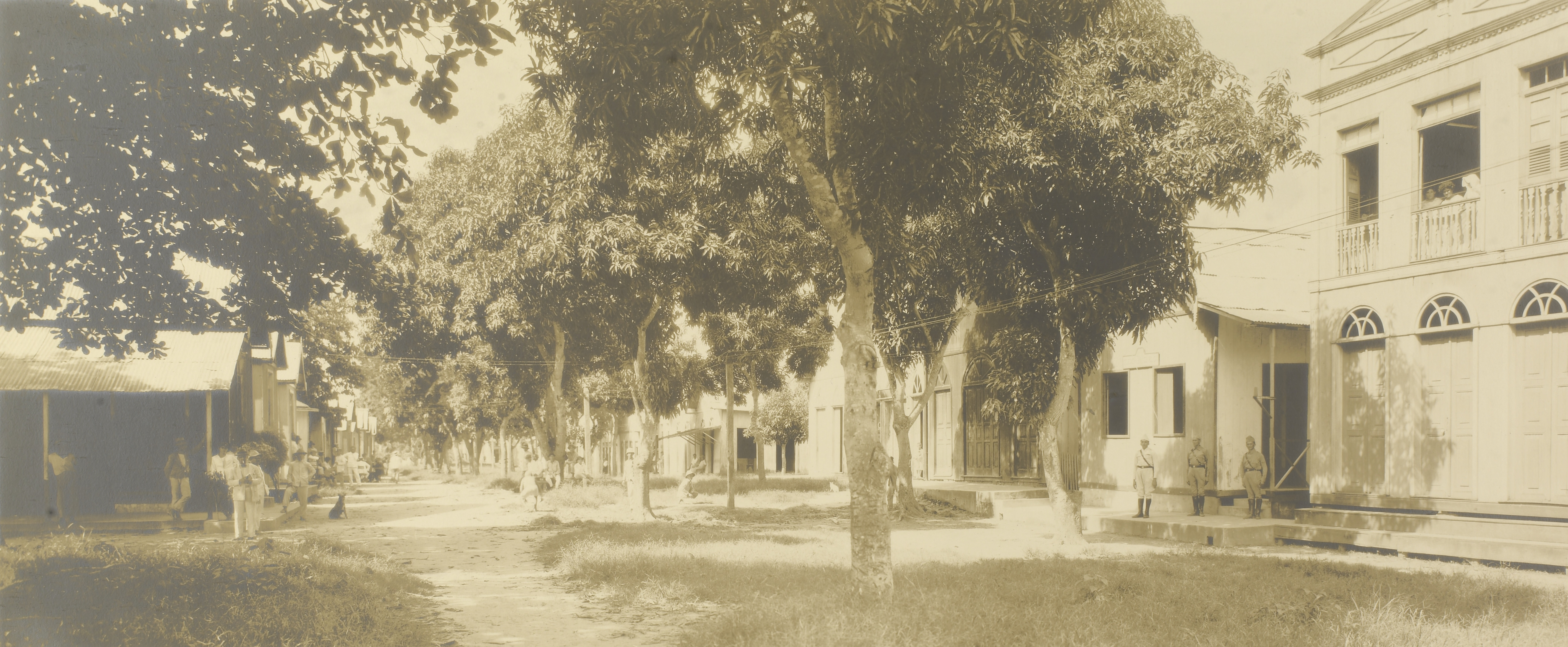
Brasiléia, 1930

Brasiléia se originou de uma pequena faixa de terra, a partir de um antigo Seringal Carmen, em 3 de Julho de 1910, usando o nome de Brasília.
Posteriormente, em 1943, o nome da cidade foi mudado, para não ser confundido com a futura capital federal. Recebeu uma nova denominação, derivada da união das palavras Brasil (Bras) e Hiléia (floresta), utilizada até hoje.
Em 1992, a cidade teve sua área dividida, toda a área e população localizados na margem direita do Rio Acre, originou o município de Epitaciolândia.

## Geografia
Está localizado numa altitude média de 250 metros. Possui um clima equatorial, caracterizado por chuvas abundantes em boa parte do ano, principalmente entre os meses de novembro e março. Uma breve estação seca que se estende de junho a setembro. As temperaturas na maior parte do ano são elevadas, chegando até aos 36 °C, porém Brasiléia, e a vizinha Epitaciolândia, costuma registrar as menores temperaturas do Acre, podendo chegar a valores próximos de 7 °C. As ocasionais ondas de frio podem ocorrer entre maio e setembro. Em junho de 2001 a cidade houve um frio comparado aos padrões andinos, com temperatura máxima de apenas 11 °C e sensação térmica próxima de zero grau.
É banhada pelos rios Acre e Xapuri. Com o primeiro faz limite com a vizinha República da Bolívia. Em março de 2012 a cidade foi arrasada pela maior cheia dos últimos tempos do Rio Acre, que trouxe prejuízos incalculáveis. Nas primeiras décadas deste século viveu o auge da exploração extrativista da castanha e da borracha, que eram transportadas pelo Rio Acre através de navios de carga conhecidos como "chatas". Hoje esse tipo de transporte desapareceu, para dar lugar ao transporte rodoviário através da rodovia BR-317 que liga a capital do Estado, Rio Branco, totalmente asfaltada, constituindo-se na sua principal via de acesso.

## Demografia
O município ocupa o sexto lugar em número de habitantes, com 24 765 habitantes segundo a estimativa do IBGE de 2017, na proporção de 64,22% urbana, 12 243 habitantes; e 35,78% rural, 6822 habitantes. Sendo que destes, 1060 são ribeirinhos, que habitam comunidades nas margens do rio Acre.

## Economia
|                                                                                |        |
| \| Serviços \| 60,5 % \| \| Agropecuária \| 12,8 % \| \| Indústria \| 7,6 % \| |        |
| Serviços                                                                       | 60,5 % |
| Agropecuária                                                                   | 12,8 % |
| Indústria                                                                      | 7,6 %  |

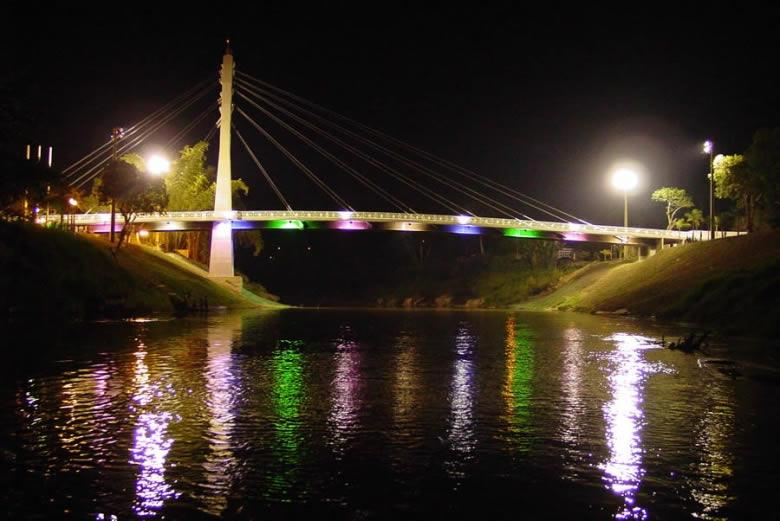
Ponte Binacional Wilson Pinheiro sobre o rio Acre, liga Brasiléia com a cidade de Cobija, na Bolívia.

A economia da cidade vem sofrendo uma grande perda, pela falta de fiscalização e os baixos preços da Bolívia comparados com os do Brasil, e não são só consumidores que estão se voltando a economia Boliviana, mas empresários para a zona livre de comércio de Cobija (a capital do departamento de Pando e da província de Nicolás Suárez). A cada dia novos estabelecimentos e empresas são construídos por brasileiros, que moram nas cidades vizinhas de Epitaciolândia, Brasiléia e até quem reside na capital Rio Branco, está investindo nas terras bolivianas. A fronteira desprotegida dos dois países é também passagem para o tráfico de drogas, armas, combustíveis, e mercadorias. bloco de texto que carece de fontes [carece de fontes?]
As atividades econômicas encontram-se praticamente paralisadas, sua agricultura é tradicional, a indústria dá lentos sinais de recuperação, com a instalação de uma beneficiadora de leite, que permitirá abastecer mercados como Epitaciolândia e Cobija (Bolívia); algumas serrarias e fábricas de móveis, no setor de prestação de serviços estão completamente paralisadas. A pecuária possui um efetivo considerável, principalmente de gado de corte. Existe grande potencial para o ecoturismo, precisando apenas de maior divulgação de seu potencial. bloco de texto que carece de fontes [carece de fontes?]
Atualmente a cidade de Brasiléia não conta com uma infraestrutura hoteleira e de restaurantes capaz de atender ao fluxo de turistas que fazem compras na zona franca de Cobija, principalmente nos finais de semana.

## Religião
Religião no Município de Brasiléia segundo o censo de 2010.
| Religião       | %    |
| -------------- | ---- |
| Catolicismo    | 62,4 |
| Protestantismo | 26,2 |
| Outras         | 2,5  |
| Sem religião   | 8,9  |